# Marian Piłka
Marian Piłka (Trąbki; 16 de Junho de 1954 — ) é um político da Polónia. Ele foi eleito para a Sejm em 25 de Setembro de 2005 com 14761 votos em 18 no distrito de Siedlce, candidato pelas listas do partido Prawo i Sprawiedliwość.
Ele também foi membro da Sejm 1991-1993, Sejm 1997-2001, and Sejm 2001-2005.